# Lijst van extreme punten in België

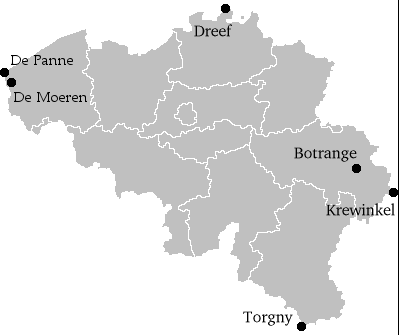
Extreme punten van België

Hieronder staat een lijst met extreme punten in België.

## Geografische breedte en lengte
- Noordelijkste plaats: Meersel-Dreef (gemeente Hoogstraten, provincie Antwerpen)
- Noordelijkste punt: coördinaten 51° 30′ 19″ NB, 4° 46′ 26″ OL[1]
- Zuidelijkste plaats: Torgny (gemeente Rouvroy, provincie Luxemburg)
- Zuidelijkste punt: coördinaten 49° 29′ 49″ NB, 5° 28′ 21″ OL[1]
- Westelijkste plaats: De Panne (gemeente De Panne, provincie West-Vlaanderen)
- Westelijkste punt: coördinaten 51° 05′ 22″ NB, 2° 32′ 43″ OL[1]

- Oostelijkste plaats: Krewinkel (gemeente Büllingen, provincie Luik)
- Oostelijkste punt: coördinaten 50° 20′ 8″ NB, 6° 24′ 29″ OL[1]

- Noordelijkste punt op zee in de Belgische Exclusieve Economische Zone: drielandenpunt met Nederland en het Verenigd Koninkrijk
- Westelijkste punt op zee in de Belgische Exclusieve Economische Zone: drielandenpunt met Frankrijk en het Verenigd Koninkrijk

## Hoogte
- Hoogste punt: Signaal van Botrange (gemeente Weismes, provincie Luik): 694 m TAW, coördinaten 50° 30′ 6″ NB, 6° 5′ 34″ OL[1]
- Laagste punt: De Moeren (gemeente Veurne, provincie West-Vlaanderen): ongeveer 0 m TAW (het exacte punt is niet officieel bepaald)[2]